# Fuente de las Escaleras
La fuente de las Escaleras es una fuente ornamental de la ciudad de Fuenlabrada que ocupa el centro de una gran glorieta o plaza en la confluencia de la calle Francia y avenida de las Naciones.

## Descripción
La fuente fue construida en 1987, y se ha consolidado como el símbolo de una época en la que hubo grandes transformaciones en el municipio, pasando de un pueblo que no superaba los 10 000 habitantes a comienzos de la década de 1970 a una ciudad una ciudad moderna y con infraestructuras que ya superaba los 100 000 habitantes a comienzos de la década de 1990.
El conjunto monumental es obra del arquitecto mexicano Fernando González Cortázar, y se compone de tres elementos independientes de diferentes medidas con forma de escaleras en talud, elevadas y ancladas a dos vigas-pared de hormigón muy desarrolladas, con figura triangular y apoyadas sobre pilares rectangulares. Cada elemento es en realidad una fuente que se precipita en cascada sobre la base inferior en un juego de láminas o cortinas de agua.
La escultura se sitúa sobre una isleta elíptica cuyos ejes tienen respectivamente 55 y 27 metros, formada por bordillos de hormigón prefabricado. La fuente monumental es visitable a través de un paseo peatonal empedrado con cantos rodados entre zonas verdes con césped y láminas de agua. Las fuentes funcionan mediante un circuito cerrado que dispone de grupo electrobomba para impulsar el caudal desde la arqueta de aspiración hasta su salida en las cotas superiores de las pendientes escalonadas. Los portalámparas de las luminarias se proyectaron del tipo "hermético-subacuático", con sistema de orientación de los haces luminosos.